# Hinderbana

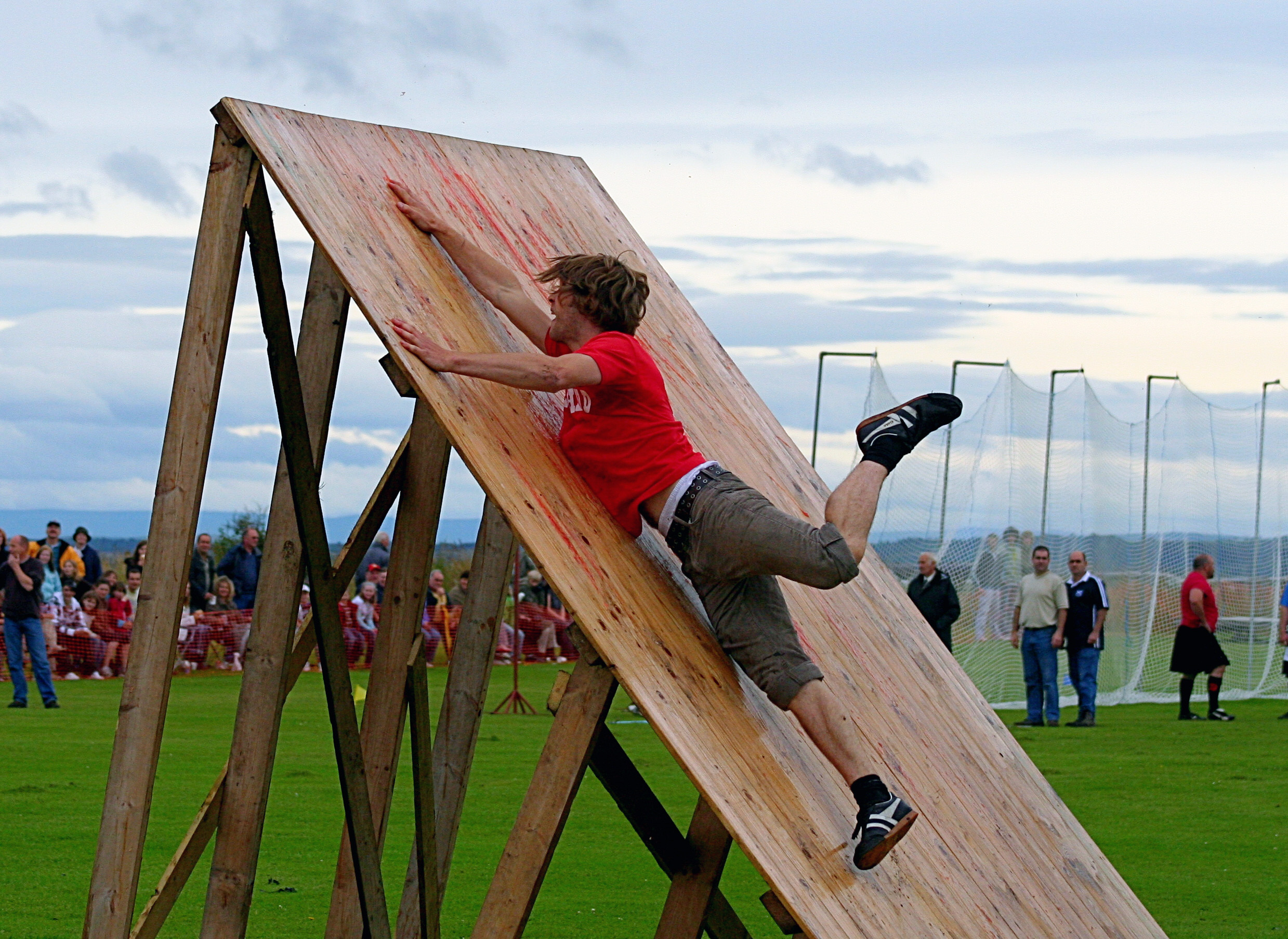
En hal vägg, ett hinder i en hinderbana.

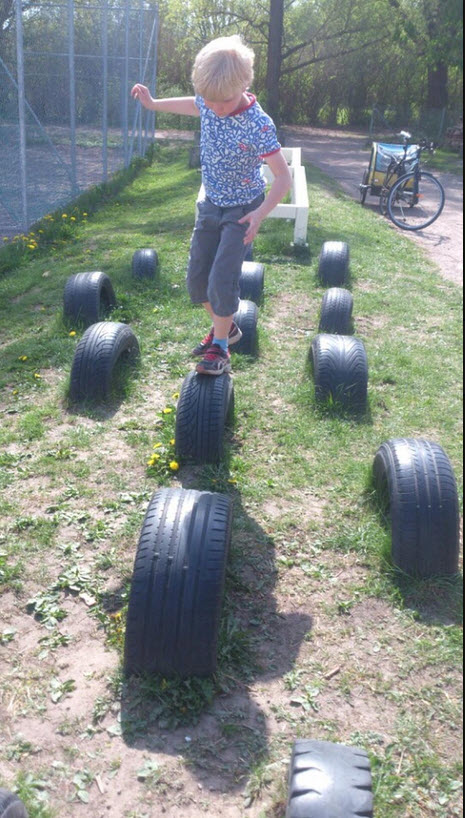
Nedgrävda däck kan utgöra en del av en hinderbana för barn.

En hinderbana är en inomhus- eller utomhusbana med fysiska hinder som människor, djur (exempelvis hästar) eller farkoster ska ta sig igenom i tävling, träning eller lek. I tävling och vissa lekar sker det enligt särskilda regler. Hinderbanor kan vara permanenta eller temporärt uppbyggda.
Hinderbanor används för att träna och utvärdera fysisk och mental styrka, kondition, smidighet och koordination i bland annat militär, polis och idrott. Typiska moment för en hinderbana för människor inkluderar krypning, balansövningar, hängövningar och klättring.
För barn finns enklare former av hinderbanor på exempelvis skolgårdar och lekplatser, avsedda för rörelse- eller idrottslektioner, rastaktivitet eller fritidsaktivitet. I sporthallar kan olika fasta och flyttbara idrottsredskap användas till temporära hinderbanor. Hinderbanor kan även användas till lekar som inte-nudda-mark.

## Hinderbana som tävlingsform
Hinderbanor används inom både motions- och tävlingsidrott. Bland tidiga och långlivade svenska hinderbanelopp finns Fältstafetten (1940-talet–2005). Under 2000-talet har etablerats amerikanskt influerade så kallade OCR-tävlingar (Obstacle Course Racing, 'hinderbanelöpning'). Första OCR-loppet i Sverige arrangerandes av  Toughest den 4 maj 2013 i Malmö. Toughest har även vunnit Europas bästa OCR-lopp 5 år i rad mellan 2015 och 2020 av den centrala internationella oberoende organisationen Mudrunguide. Under 2021 arrangerade Toughest flest OCR-lopp i Sverige med störst deltagarantal men det finns även mindre aktörer i Sverige som Tough Viking och Military fitness.